# 大原由暉
大原 由暉（おおはら ゆうき、2002年3月29日 - ）は、日本の俳優、元子役。フロム・ファーストプロダクション所属。埼玉県出身。

## 出演

### テレビドラマ
- 大天才てれびくん「ドラまちがい」（2011年、NHK教育） - 舞台スタッフ 役
- ハガネの女 season2（2011年、テレビ朝日） - 太鼓奏者 役
- ステップファザー・ステップ（2012年、TBS） - クラスメイト 役
- 白虎隊〜敗れざる者たち（2013年、テレビ東京） - 安達藤三郎（幼少期） 役
- めしばな刑事タチバナ（2013年、テレビ東京） - 韮沢課長（少年期） 役
- 警部補・杉山真太郎〜吉祥寺署事件ファイル（2014年、TBS）
- バスケも恋も・していたい（2016年、フジテレビ） - バスケ部員 役
- 先に生まれただけの僕（2017年、日本テレビ） - 黒谷光臣 役
- 死役所 第1話（2019年、テレビ東京）
- 荒ぶる季節の乙女どもよ。（2020年、MBS・TBS） - 大和田 役
- さくらの親子丼（2020年、東海テレビ・フジテレビ） - ユウキ（バスケットボール部員） 役
- 24時間テレビ ドラマスペシャル「生徒が人生をやり直せる学校」（2021年8月21日、日本テレビ） - 福田由暉 役[2]
- 僕たちの校内放送 第3話（2023年8月16日、フジテレビ） - 生徒 役
- ギフテッド Season2 第1話（2023年10月14日、WOWOW） - 石原 役
- 私は整形美人（2025年1月17日 - 2月14日、フジテレビ） - 加藤聡 役[3]
- 秘密〜THE TOP SECRET〜 第3話（2025年2月10日、関西テレビ・フジテレビ） - 山下久慶 役[4]
- なんで私が神説教（2025年4月12日 - 6月14日、日本テレビ） - 清水廉 役[5]

### テレビ番組
- 爆笑問題の大変よくできました!（2011年、テレビ東京）
- ネプの笑える超法則‼︎（2012年、TBS）
- ピラメキーノ（2012年、テレビ東京）
- ジェネレーション天国（2013年、フジテレビ）
- 中居正広の金曜日のスマたちへ（2014年、TBS）
- 7時にあいましょう（2016年、TBS）
- 踊る!さんま御殿!!（2017年、日本テレビ）
- アメトーーク！（2017年、テレビ朝日）
- 戦後80年特別番組『なぜ君は戦争に? 綾瀬はるか×news23』ドラマパート（2025年、TBS） - 大木正夫 役[6]

### 映画
- 空の境界（2013年2月）
- 人狼ゲーム（2013年10月26日）
- 白ゆき姫殺人事件（2014年3月29日） - 竹内翔太 役
- 星ガ丘ワンダーランド（2016年3月5日） - 溝口太郎 役
- 沢のぼり（2017年、日本映画大学制作映画） - 主演・二宮大地 役
- 真っ赤な星（2018年12月1日） - 大祐 役
- 小説の神様（2020年10月2日） - クラスメイト 役
- 死刑にいたる病（2022年5月6日） - 宮下陸 役[7]
- 退屈なエンドロール（2023年10月20日） - 鹿島豊 役[8][9]

### 舞台
- 六番目の小夜子（2022年1月7日 - 16日、新国立劇場 小劇場） - 溝口祐一 役[10]
- くちびるに歌を（2022年12月10日 - 16日、かめありリリオホール） - 三田村リク 役

### CM
- ぐりんぱ「ピカソのタマゴ編」（2011年）
- ピックルス「ご飯がススム・シリーズ」（2011年 - 2013年）
- Z会「ためせばわかるセール編」（2013年）
- 味の素
  - 「クノールカップスープ」（2013年）
  - 「アクアソリタ」（2017年）
- 幸楽苑「ペタ編」（2019年）
- JR SKISKI（2019年12月）
- 『ドラゴンクエストウォーク』1周年記念ドラマ「life with WALK -嘘つきの兄篇-」（2020年） - 田中圭（幼少期） 役
- イオン トップバリュ冷凍食品（2020年）
- 花王ビオレ ビオレu×ビオレガード（2021年）